# Dunlop World Challenge Tennis Tournament 2010
Das Dunlop World Challenge Tennis Tournament 2010 war ein Tennisturnier der ATP Challenger Tour 2010 für Herren und ein Tennisturnier des ITF Women’s Circuit 2010 für Damen in Toyota. Die Turniere fanden zeitgleich vom 22. bis zum 28. November 2010 statt.